# Simanjiro (huyện)
Simanjiro là một huyện thuộc vùng Manyara, Tanzania. Thủ phủ của huyện Simanjiro đóng tại Orkesumet. Huyện Simanjiro có diện tích 18851 ki lô mét vuông. Đến thời điểm điều tra dân số ngày 25 tháng 8 năm 2002, huyện Simanjiro có dân số 141136 người.